# Hipponix incurvus
Hipponix incurvus là một loài ốc biển nhỏ, là động vật thân mềm chân bụng sống ở biển thuộc họ Hipponicidae.